# Senecio benaventianus
Senecio benaventianus là một loài thực vật có hoa trong họ Cúc. Loài này được J.Rémy miêu tả khoa học đầu tiên năm 1849.